# The Serpent Queen
The Serpent Queen (La reina serpiente en Latinoamérica) es una serie de televisión estadounidense de drama de época, creada por Justin Haythe. La serie relata la vida de la reina de Francia del siglo XVI Catalina de Médici, interpretada por Samantha Morton, y está basada en el libro de no ficción de 2004 Catherine de Medici: Renaissance Queen of France de Leonie Frieda. La serie se estrenó en los Estados Unidos en Starz el 11 de septiembre de 2022. En octubre de 2022, Starz renovó la serie por una segunda temporada, que se estrenó el 12 de julio de 2024.

## Argumento
La serie sigue la historia de Catalina de Médici, que se casa en la corte francesa de Valois siendo una adolescente de catorce años de la que se espera que aporte una fortuna en dote y produzca herederos, solo para descubrir que su esposo está enamorado de una mujer mayor que ella que no puede concebir hijos. Consigue mantener su matrimonio y su viudez con grandes maniobras políticas para gobernar Francia como reina durante treinta años.

## Elenco y personajes

### Principales
- Samantha Morton como Catalina de Médici, la Reina de Francia.
  - Liv Hill como la joven Catalina, duquesa de Urbino.
- Amrita Acharia como Aabis, un gitano cristiano converso que forma parte del séquito de la joven Catalina.
- Barry Atsma como Montmorency, un miembro del consejo privado del Rey Francisco.
- Enzo Cilenti como Cosimo Ruggeri, un adivino italiano traído a Francia por Catalina.
- Sennia Nanua como Rahima, la nueva criada de Catalina.
- Kiruna Stamell como Matilde, criada enana de Catalina.
- Nicholas Burns como Antonio de Borbón, el hijo mayor de Carlos de Borbón.
- Beth Goddard como Antonieta de Guisa, la esposa de Claudio y madre de Francisco y Carlos.
- Raza Jaffrey como Francisco de Guisa, el hijo mayor de Claudio de Guisa.
- Danny Kirrane como Luis de Bourbon, el hermano menor de Antonio.
- Ray Panthaki como Carlos de Lorena, el hermano menor de Francisco

### Recurrentes
- Ludivine Sagnier como Diana de Poitiers, la amante mayor de Enrique.
- Paul Chahidi como Carlos de Borbón, otro miembro del consejo privado.
- Navid Negahban como Claudio de Guisa, el tercer miembro del consejo privado.
- Ruby Bentall como Angelica, hija de un afamado perfumista que acompaña a Catalina a Francia.
- Naomi Battrick como Ana de Étampes, una de las amantes del Rey Francisco.
- Colm Meaney como el rey Francisco
- Rebecca Gethings como la reina Leonor
- Gemma Dobson como Natalia, una empleada de la cocina

### Invitados
- Alex Heath como el joven Enrique, duque de Orleans y segundo hijo del rey Francisco que se casa con Catalina.
- Louis Landau como Delfín Francisco, el hijo primogénito del rey Francisco.
- Charles Dance como el Papa Clemente VII
- Adam Garcia como Sebastio, el atelier de la joven Catalina.
- Memet Ali Alabora como sultán Solimán
- Anna Cottis como Cook
- Antonia Clarke como María Estuardo
- Steve Furst como el doctor Jean Fernel
- Lee Ingleby como Enrique (Viejo)
- David Denman como Pierre Marqués
- George Jaques como Francisco II, el hijo mayor de Catalina con Enrique.
- Katie Haigh Mayet como Geraldine Marqués, la esposa de Pierre.
- Jordan Bigot como Carlos IX, el segundo hijo de Catalina con Enrique.
- Robin Greer como el amante del duque de Guisa

## Episodios
| Temporada | Temporada | Episodios | Episodios | Emisión original         | Emisión original      |
| Temporada | Temporada | Episodios | Episodios | Primera emisión          | Última emisión        |
| --------- | --------- | --------- | --------- | ------------------------ | --------------------- |
|           | 1         | 8         | 8         | 11 de septiembre de 2022 | 30 de octubre de 2022 |
|           | 2         | 8         | 8         | 12 de julio de 2024      | 30 de agosto de 2024  |

### Temporada 1 (2022)
| N.º en serie | N.º en temp. | Título                      | Dirigido por      | Escrito por                                     | Fecha de emisión original | Audiencia (millones) |
| --- | ------------ | --------------------------- | ----------------- | ----------------------------------------------- | ------------------------- | -------------------- |
| 1 | 1            | «The Medici Bitch»          | Stacie Passon     | Justin Haythe                                   | 11 de septiembre de 2022  | 0.194                |
| Catalina de Médici, Reina de Francia, comienza a contar sus primeros años a la sirvienta Rahima. Huérfana de una rica familia italiana de Florencia y criada en un convento, Catalina es enviada por su tío, el Papa Clemente VII, como posible esposa para Enrique, segundo hijo del rey Francisco de Francia. Aunque la familia real no la considera deseable, la astuta Catalina toma la negociación en sus manos y convence a Francisco para que la acepte. Catalina se enamora inmediatamente de Enrique y cree que él siente lo mismo. Se casan, y la prima lejana de Catalina, Diana de Poitiers, le da consejos sobre cómo tratar a Enrique en su noche de bodas. La consumación transcurre sin problemas, pero después Enrique está disgustado y despide a Catalina. En busca de respuestas, ella regresa a sus aposentos a tiempo de encontrarlo en la cama con Diana. En el presente, Catalina le dice a Rahima que lo que ha aprendido de esto es a no confiar nunca en nadie. La reina se enfada con la sirvienta y hace que se la lleven a rastras. |              |                             |                   |                                                 |                           |                      |
| 2 | 2            | «To War Rather Than To Bed» | Stacie Passon     | Justin Haythe                                   | 18 de septiembre de 2022  | 0.183                |
| Catalina elige a Rahima como su nueva doncella y continúa su historia. La joven Catalina está desesperada por concebir un hijo para asegurar su puesto en la corte, especialmente después de tener una visión que predice la muerte de su tío, el Papa. Diana planea deshacerse de Catalina, pero Henri se burla de la sugerencia de Diana de que se case con la mujer mayor. Enrique se resiste a la invitación de Catalina a su dormitorio gracias a la influencia de Diana, por lo que Catalina se acuesta con un mozo de cuadra para quedarse embarazada. Poco después, Enrique acude a su habitación para cumplir con su deber, comprensivo con su difícil situación. Catalina y Enrique estrechan lazos por su mutua antipatía hacia Delfín, el violento hermano mayor de Enrique. Al darse cuenta de que tanto Francisco como el poderoso sultán Suleimán, huésped del rey, tienen un enemigo en el Emperador del Sacro Imperio Romano Germánico, Catalina pone en marcha una alianza entre ambos que se atribuye a Enrique. En el presente, Catalina deduce correctamente -aparentemente por arte de magia- que Rahima está siendo acosada por una sirvienta llamada Natalia. Catalina le da a Rahima una bolsita de pólvora, que la criada coloca en la masa de pan que sabe que Natalia va a hornear. Cuando Rahima sale corriendo, la cocina explota tras ella.                    |              |                             |                   |                                                 |                           |                      |
| 3 | 3            | «The Price»                 | Stacie Passon     | Justin Haythe & Elizabeth Chakkappan            | 25 de septiembre de 2022  | 0.234                |
| Natalia pierde un ojo y Catalina aparece a tiempo para evitar el castigo de Rahima. La nuera viuda de Catalina, María, reina de Escocia, jura impedir que «esa bruja italiana» Catalina gobierne a través de su hijo Carlos. La joven Catalina se desmaya por las cartas de Enrique en tiempos de guerra, pero se aflige cuando regresa con su amante italiana Filippa Duci y su hija pequeña Diana. Diana exilia a Filippa y a su bebé, y se ofrece a ayudar a Catalina a concebir para asegurar su futuro. El éxito militar de Enrique en Italia se gana el favor de su padre, y el rey queda impresionado con Catalina por haber ideado la alianza. El Borbón sugiere a Francisco que Catalina sufra un «accidente» para eliminar la distracción que suponen los lazos de Francia con Italia. Unos asaltantes tienden una emboscada a Catalina, pero ésta escapa. Catalina pide ayuda a Ruggeri para quedarse embarazada, quien le dice que habrá que pagar un precio en el futuro y le entrega un libro de pociones. Francisco se desmaya jugando al tenis y muere de un paro cardíaco. El rey lo niega y acusa a los italianos de haberlo envenenado. El libro de Ruggeri es encontrado en la habitación de Sebastio y Catalina, entre lágrimas, permite el arresto de su atelier para salvarse. Sebastio es ejecutado y Catalina queda embarazada, con lo que el precio ya está pagado. |              |                             |                   |                                                 |                           |                      |
| 4 | 4            | «A New Era»                 | Ingrid Jungermann | Justin Haythe & Elizabeth Chakkappan            | 2 de octubre de 2022      | 0.188                |
| Natalia amenaza a Rahima con vengarse si María sube al trono. La narración de Catalina da un salto de quince años y nueve hijos, ya que ella y Enrique pierden un hijo recién nacido. Aislada, Catalina cae en la niebla. Los Guisa arrebatan el castillo de Chenonceau a Pierre Marques, mientras que los Borbones intentan una alianza con Marques para desbaratar a los Guisa. El rey Francisco sufre una caída durante una cacería de madrugada y sucumbe a sus heridas, no sin antes asegurar a Catalina que ella prevalecerá tras su muerte. Catalina se incorpora al consejo privado y advierte a Enrique de un desafío del Emperador del Sacro Imperio Romano Germánico. Ofrece el castillo de Chaumont como regalo a Diana, indignada por su destierro. Diana paga generosamente a Angélica para que le suministre una solución de oro que supuestamente preservará su juventud. Enrique viste los colores de Diana el día de la coronación, ante la incredulidad de Catalina. Un mensajero entrega la cabeza cortada de un enviado de Valois del Emperador del Sacro Imperio Romano Germánico. En el presente, Catalina recibe un mensaje escrito que la inquieta. Rahima afirma que es incapaz de leerlo, pero más tarde lee un libro en su habitación. |              |                             |                   |                                                 |                           |                      |
| 5 | 5            | «The First Regency»         | Ingrid Jungermann | Jessica Brickman & Justin Haythe                | 9 de octubre de 2022      | 0.102                |
| Catalina le dice a Rahima que el mensaje contiene pruebas de que María y su prima Isabel I, reina de Inglaterra, conspiran contra ella. Catalina recuerda que Enrique la nombró regente cuando estaba luchando contra el emperador del Sacro Imperio Romano Germánico. Los Borbones y los Guisa intentan manipular a Catalina para sus propios fines, pero ella los supera y pide ayuda financiera y militar a la facción protestante. Angélica advierte a Diana de que un exceso de la solución de oro puede volverla loca, pero Diana es adicta e insiste en tomar más y más. Diana convence a Enrique para que no luche en la batalla y, aunque regresa victorioso a la corte, teme ser considerado débil y estar bajo el control de Diana. Catalina sugiere a Enrique que busque a Montmorency y lo traiga a la corte. El protestante Pierre arremete contra él advirtiéndole de que la autocomplaciente clase dirigente pronto será derrocada por los plebeyos. Diana, indignada, lo degüella. Enrique queda impresionado por la astuta y eficaz regencia de Catalina. En el presente, Rahima registra las habitaciones de María a petición de Catalina, en busca de más correspondencia entre María e Isabel. Aunque Catalina ha distraído a María, envía a una de las damas de María a sus habitaciones. Rahima es descubierta.                                                        |              |                             |                   |                                                 |                           |                      |
| 6 | 6            | «The Last Joust»            | Justin Haythe     | Dawn M. Kamoche, Ariella Blejer & Justin Haythe | 16 de octubre de 2022     | 0.156                |
| Como vía hacia el poder, los Guisa han conspirado con Diana para llevar adelante la boda de su devota sobrina católica, María, con el heredero de Enrique, Francisco II. A pesar de la interferencia de Catalina, Enrique acaba cediendo a la voluntad de Diana. Deseosa de librarse de Diana de una vez por todas, Catalina localiza finalmente a Ruggeri y le cuenta su sueño de la muerte de Diana y Enrique. Carlos V, emperador del Sacro Imperio Romano Germánico y rey de España, asiste a los esponsales. Creyendo que vale la pena sacrificar a Enrique para neutralizar la influencia de Diana, Catalina le anima a participar en las justas. En el último momento cambia de opinión, pero Enrique procede y es asesinado. En el presente, Catalina se niega a liberar a Rahima, que está prisionera, y queda claro que está manipulando a su criada para que actúe. |              |                             |                   |                                                 |                           |                      |
| 7 | 7            | «An Attack on the King»     | Stacie Passon     | Ashley Cardiff & Justin Haythe                  | 23 de octubre de 2022     | 0.222                |
| En el presente, María visita a Rahima para contarle su versión de la historia, en un intento de convencer a la doncella de que se ponga de su parte y presentar pruebas de la implicación de Catalina en las artes oscuras. En el pasado, Enrique es empalado durante la justa y sucumbe a sus heridas en los brazos de una incrédula Diana. Catalina la destierra de la corte. Carlos V coquetea con Catalina en el funeral y afirma la celosa determinación de María de unir una Europa católica. Antonieta de Guisa y Antonio tienen una última cita la noche antes de que entre en vigor un edicto que criminaliza el protestantismo, lo que provoca la expulsión de los Borbones y ejecuciones desenfrenadas. Catalina encuentra a Montmorency en un servicio protestante clandestino y le insta a razonar con Francisco II. Catalina y los Borbones conspiran para secuestrar a Francisco II y finalmente devolverlo para pintar a los protestantes como patriotas. En el presente, Rahima halaga a María y acepta buscar la carta de Isabel I en los aposentos de Catalina. Rahima y Catalina se reconcilian. |              |                             |                   |                                                 |                           |                      |
| 8 | 8            | «A Queen Is Made»           | Justin Haythe     | Justin Haythe                                   | 30 de octubre de 2022     | 0.202                |
| En el pasado reciente, Catalina frustra el complot de secuestro y los príncipes Borbones huyen. Catalina apuñala a Montmorency para que Antonio, el regente, pueda escapar, mientras que Luis es capturado por Francisco y condenado a muerte por traición. Los Guisa intentan instalar a un Montmorency convaleciente como regente títere para apaciguar al pueblo, mientras que Catalina induce a María a solicitar la regencia para sí misma. Francisco II, moribundo de tuberculosis, rechaza emocionalmente la petición de María, pero aprueba la regencia de Catalina. Luis es indultado en el momento en que se proclama la regencia de Catalina. Rahima roba una carta de Isabel I a María que Catalina ha interceptado. Al darse cuenta de que es falsa, se la entrega a una confiada María, exigiendo a Catalina un título y tierras por su lealtad. En la falsa carta, Isabel I promete a María su ayuda para asegurar el trono francés y, tal como Catalina pretendía, María regresa a Escocia, pero allí se entera de que el mensaje era mentira. En mayo de 1561, en la coronación de Carlos IX, de 11 años, Catalina coloca ella misma la corona sobre su cabeza. |              |                             |                   |                                                 |                           |                      |

### Temporada 2 (2024)
| N.º en serie | N.º en temp. | Título                 | Dirigido por   | Escrito por                          | Fecha de emisión original | Audiencia (millones) |
| --- | ------------ | ---------------------- | -------------- | ------------------------------------ | ------------------------- | -------------------- |
| 9 | 1            | «Grand Tour»           | Justin Haythe  | Justin Haythe                        | 12 de julio de 2024       | —                    |
| Diez años más tarde, en 1572, Carlos es adulto, pero se somete al gobierno de Catalina. Su hermano, Anjou, se burla de su sumisión a la madre de ambos, que pone a Anjou en su lugar. Rahima ha alcanzado una posición de poder en palacio. Catalina visita a Ruggeri en el bosque. Antonieta presiona a sus hijos para que instiguen una guerra entre católicos y protestantes que asegure el futuro de su familia, pero Francisco se resiste. Los planes de los hermanos Borbón requieren la ayuda de la intimidante esposa de Antonio, Juana, reina de Navarra. Para asegurarse la cooperación de Juana, los Borbones convencen a Carlos para que asista a un servicio religioso en una iglesia protestante local. Catalina inicia un romance con Montmorency. Carlos se dirige a la iglesia junto con los Borbones. Antonieta chantajea a Francisco con cartas escritas a su amante masculino, y éste hace que sus hombres prendan fuego a la iglesia protestante, con Aabis, Matisse y Edith dentro. |              |                        |                |                                      |                           |                      |
| 10 | 2            | «Second Coming»        | Justin Haythe  | Justin Haythe & Elizabeth Chakkappan | 19 de julio de 2024       | —                    |
| Carlos y los Borbones escapan de la iglesia y éstos exigen a los Guisa un castigo por lo ocurrido, convencidos de que son los responsables. Montmorency recibe en privado la información de que no hubo supervivientes. François manda matar a su amante masculino por su traición y quema las cartas que su madre se había llevado. Catalina llega a un acuerdo con los Borbones y los Guisa: los Borbones pueden iniciar negociaciones comerciales con la Inglaterra protestante y, a cambio, retirarán la acusación contra los Guisa; los Guisa y los demás nobles católicos financiarán el nuevo palacio que Catalina planea construir en París a cambio del indulto de Francisco. Catalina también visita a Diana y Angélica y les pide que contribuyan al palacio; a cambio, Catalina se asegurará de que las hijas de Diana hereden sus bienes. Catalina también pide a Diana que cuide de sus hijas mientras ella está en Italia para recaudar fondos para el palacio. Antes de que Catalina se marche, Rahima le cuenta que hay rumores de que ha habido supervivientes en el incendio de la iglesia. François también encuentra a Edith y a su congregación, incluidos Aabis y Matisse, vivos y escondidos en el bosque, con Edith planeando una revuelta contra la monarquía. |              |                        |                |                                      |                           |                      |
| 11 | 3            | «Death of a Prince»    | Melanie Mayron | Justin Haythe & Elizabeth Chakkappan | 26 de julio de 2024       | —                    |
| Anjou y sus amigos son atacados por un grupo de seguidores protestantes de Edith. Pide justicia a Carlos, pero éste rechaza a Anjou, alegando que sólo conseguirá recrudecer las hostilidades actuales. En Florencia, Catalina consigue un préstamo del Banco de Strozzi y conoce a su hermanastro, Alejandro de Medici. Aunque al principio Catalina se muestra escéptica, luego se encariña con él. Montmorency se reúne con Edith y ésta acepta disolver su congregación si Francois es castigado por sus crímenes. Aabis intenta que Edith convenza a Matisse de que abandone el bosque para medicarse, pero ella se niega a obligarle. Diana llega a la corte francesa y aconseja a Anjou que abandone sus planes de venganza. Juana llega a Inglaterra, se entrevista con la reina Isabel y tiene éxito en su misión de conseguir acuerdos comerciales entre Inglaterra y Francia. Los Borbones, incluido el hijo de Juana, aconsejan al rey Carlos que inicie inmediatamente los tratos comerciales, mientras que Montmorency le pide que arreste a Francisco. Carlos dice a los Borbones que continúen con los acuerdos comerciales pero que le mantengan informado de todo y pide a Montmorency que traiga a François para interrogarle. Cuando Anjou regresa de una cacería con sus amigos, surgen más protestantes y le dicen que Dios le castigará por sus perversiones. Anjou mata a su líder y uno de ellos lanza una piedra a Hércules, hiriéndole gravemente.                                                                                                 |              |                        |                |                                      |                           |                      |
| 12 | 4            | «Judas»                | Melanie Mayron | Justin Haythe & Elizabeth Chakkappan | 2 de agosto de 2024       | —                    |
| Catalina regresa justo a tiempo para ver a Hércules moribundo. El cardenal Guise visita Anjou y le dice que puede vengarse de Edith con la inminente ayuda del Emperador del Sacro Imperio Romano Germánico. Sin embargo, durante el funeral de Hércules, el Emperador del Sacro Imperio Romano Germánico informa a Catalina del plan y subraya la importancia de sofocar la creciente fe protestante. Aabis habla con Angélica sobre la situación de Matisse y ésta informa a Catalina. Ésta hace que Ruggeri sugiera a Aabis que envenene a Edith para rescatar a Matisse de sus garras y hace que Angélica haga un trato con los Borbones para que se cree una nueva santa protestante en lugar de Edith. Luis de Borbón llega a Inglaterra y se entrevista con la reina Isabel. Le convence para que llegue a un acuerdo con ella para usurpar a los Valois y suplantar a su casa en el trono francés. Felipe, el sádico hijo del Emperador del Sacro Imperio Romano Germánico, se insinúa sexualmente a Isabel, aunque ésta empieza a sentir simpatía por él al enterarse de la muerte de su esposa. Margarita intenta que Catalina libere a Francisco, pero en lugar de eso, hace que aproveche la atracción antinatural del rey hacia ella para conseguir la liberación del duque y el arresto domiciliario de Anjou. Aabis intenta envenenar a Edith. Edith la atrapa y le hace beber el veneno, tras lo cual ella misma lo bebe. Aprovechando esta circunstancia, Edith proclama que no se le puede hacer daño y consigue que Aabis se bautice en la fe protestante. |              |                        |                |                                      |                           |                      |
| 13 | 5            | «Time With the Family» | —              | Justin Haythe & Elizabeth Chakkappan | 9 de agosto de 2024       | —                    |
| 14 | 6            | «Courting the Valois»  | —              | Justin Haythe & Elizabeth Chakkappan | 16 de agosto de 2024      | —                    |
| 15 | 7            | «A House Divided»      | —              | Justin Haythe & Elizabeth Chakkappan | 23 de agosto de 2024      | —                    |
| 16 | 8            | «All Saints Day»       | —              | Justin Haythe                        | 30 de agosto de 2024      | —                    |

## Producción

### Desarrollo
En febrero de 2021, Starz ordenó la producción de una serie limitada de ocho episodios, basada en el libro Catherine de Medici: Renaissance Queen of France de Leonie Frieda, creada por Justin Haythe quien se desempeña como guionista y productor ejecutivo, junto a Francis Lawrence y Erwin Stoff también como productores ejecutivos. Stacie Passon dirigirá varios episodios de la serie, incluido el piloto. Las compañías de producción involucradas en la serie incluyen a Lionsgate Television y 3 Arts Entertainment.

### Casting
En abril de 2021, Samantha Morton se unió al elenco principal interpretando a Catalina de Medici. En mayo de 2021, Amrita Acharia, Enzo Cilenti, Barry Atsma, Nicholas Burns y Danny Kirrane se unieron al elenco principal, mientras que Charles Dance, Ludivine Sagnier, Liv Hill, Kiruna Stamell y Colm Meaney se unieron al elenco recurrente. En junio de 2021, Ray Panthaki se unió al elenco principal. En agosto de 2021, se anunció que Raza Jaffrey, Sennia Nanua, Beth Goddard y Alex Heath se habían unido al elenco de la serie, en papeles principales y recurrentes respectivamente.

### Rodaje
El rodaje comenzó en abril de 2021.

## Lanzamiento
The Serpent Queen se estrenó a nivel internacional en Starz y Starzplay (más adelante Lionsgate+) el 11 de septiembre de 2022.

## Recepción
El sitio web del agregador de reseñas Rotten Tomatoes tiene un índice de aprobación del 100%, basándose en 22 reseñas con una calificación media de 7.7/10. El consenso crítico dice: «The Serpent Queen dramatiza a una de las monarcas más infames de la historia con un toque hábil y sardónico, con la imponente actuación de Samantha Morton, que probablemente se tragará la atención de los espectadores». En Metacritic, tiene una puntuación media ponderada de 76 de 100, basada en 12 reseñas, indicando «reseñas generalmente favorables».